# Підволок
Підво́лок (рос. Подволок) — село у складі Читинського району Забайкальського краю, Росія. Входить до складу Шишкинського сільського поселення.

## Населення
Населення — 219 осіб (2010; 193 у 2002).
Національний склад (станом на 2002 рік):
- росіяни — 98 %